# Aristolochia pontica
Aristolochia pontica är en piprankeväxtart som beskrevs av Jean-Baptiste de Lamarck. Aristolochia pontica ingår i släktet piprankor, och familjen piprankeväxter. Inga underarter finns listade i Catalogue of Life.